# 키티호크급 항공모함
키티호크급 항공모함(KITTY HAWK Class Aircraft Carrier)은 미국 해군의 항공모함의 함급 이름이다. 1번함 키티호크는 미국 해군의 항모로서 통상 동력기관을 사용한 마지막 항모이다. 포레스탈급 항공모함을 개량한 제2세대 전후형 항공모함이다. Name Ship인 USS 키티호크 (CV-63)는 퇴역한 포레스탈급 4번함 CV-62 인디펜던스를 대신해서 요코스카(橫須賀)를 모항으로 하였다.

## 개요
키티호크급은 포레스탈급 항공모함을 개량하여 3척의 항모가 1960년대 건조되었다. 포레스탈급 항공모함과 다른 점은 함재기용 엘리베이터가 설치되어 있는 점이다. 캐터펄트는 4개를 장비했다. 각각의 함은 각기 다른 조선소에서 건조되었다.
USS 키티호크 (CV-63)와 USS 컨스텔레이션 (CV-64)은 후에 SLEP 프로그램에 의해 개수되었다. 그러나 CV-66 아메리카의 개수는 수년 후에 예정되었고, 후에 예산 삭감으로 인해 이 함은 1996년에 퇴역되었다.
CV-67 존 F. 케네디는 키티호크급의 불합리한 점을 개수한 발전개수형이다. 키티호크급 다른 함정과 비교해서 다른 점이 많아 오히려 케네디급으로 구별하는 경우도 있다. 또한 임무가능 예비 항공모함으로 해군 예비부대에 배치되어 있다.
키티호크급은 미국 해군 현역 항공모함 중에 함령이 오래된 것으로 CV-66 아메리카는 CVN-74 존 C. 스테니스와 임무를 교대했고, USS 컨스텔레이션 (CV-64)은 CVN-76 로널드 레이건과 임무 교대하며 퇴역하였고 USS 키티호크 (CV-63)는 2009년 2월5일에 니미츠급 항공모함의 10번함인 CVN-77 조지 H.W. 부시와 임무 교대 후 퇴역하였다

## 선박
| 이름                     | 제작                              | 취역             | 퇴역            | 운명                        | 출처 |
| ------------------------ | --------------------------------- | ---------------- | --------------- | --------------------------- | ---- |
| USS 키티호크 (CV-63)     | New York Shipbuilding Corporation | 1961년 4월 29일  | 2009년 1월 31일 | 퇴역                        |      |
| USS 컨스텔레이션 (CV-64) | New York Naval Shipyard           | 1961년 10월 27일 | 2003년 8월 7일  | Stricken, to be disposed of |      |
| USS 아메리카 (CV-66)     | 노스럽 그러먼                     | 1965년 1월 23일  | 1996년 8월 9일  | 훈련 목표물이 되어 격침됨   |      |
| USS 존 F. 케네디 (CV-67) | 노스럽 그러먼                     | 1968년 9월 7일   | 2007년 8월 1일  | 퇴역                        |      |